# Бурая жировая ткань
Бу́рая жирова́я ткань — один из двух видов жировой ткани у млекопитающих. Бурый жир хорошо развит у новорождённых и у животных, впадающих в спячку. У взрослого человека бурая жировая ткань присутствует и метаболически активна, однако она регрессирует с возрастом. Основной функцией ткани является несократительный термогенез. В отличие от белых адипоцитов (клеток белой жировой ткани), имеющих одну крупную жировую каплю, в адипоцитах бурой ткани имеется несколько небольших жировых капель и множество митохондрий, содержащих железо (в цитохромах) и обусловливающих бурый цвет ткани.

## Строение

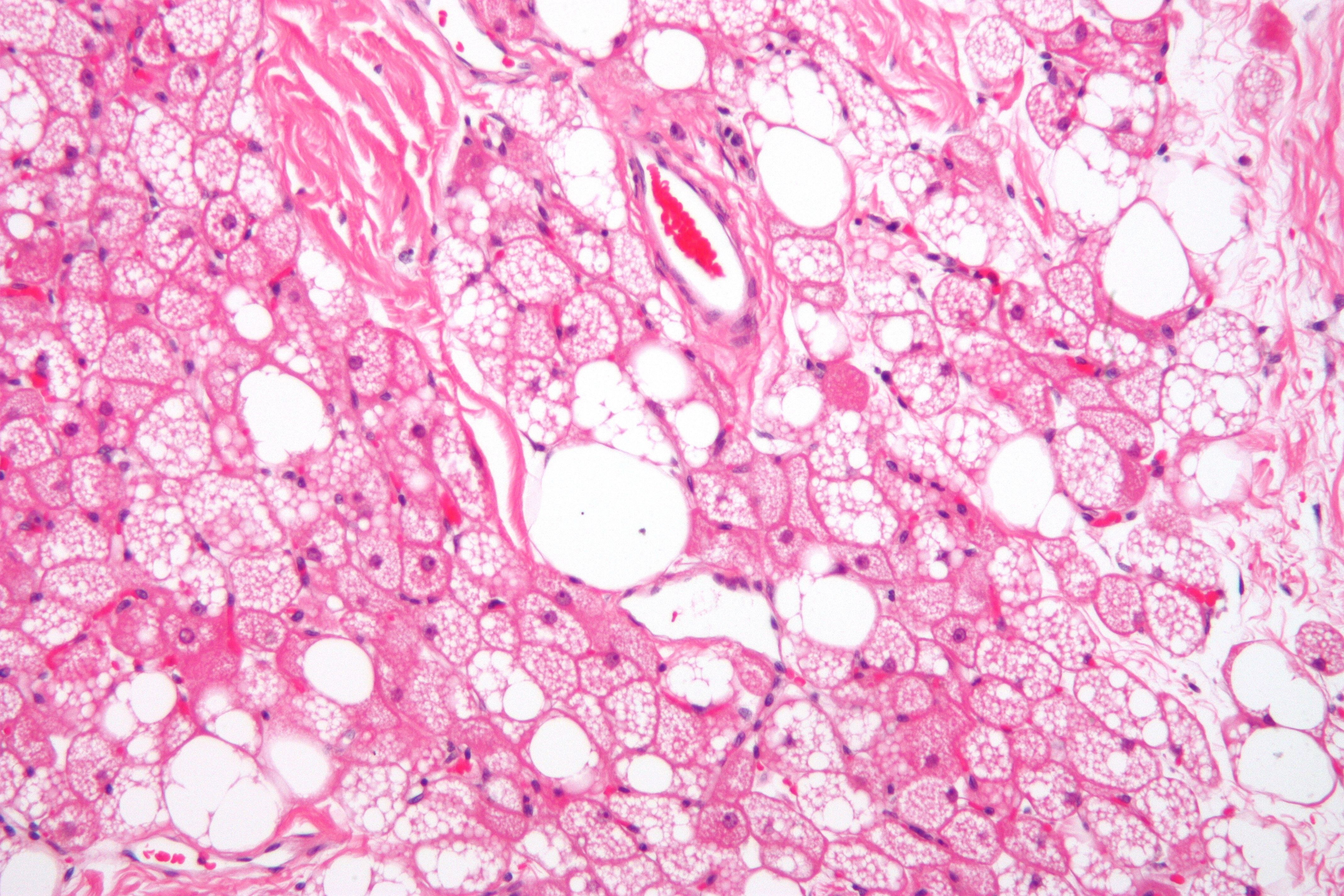
Микрофотография гиберномы — доброкачественной опухоли, состоящей из бурых адипоцитов

Бурая жировая ткань выражена у новорождённых детей и некоторых животных (грызунов и животных, впадающих в спячку). Адипоциты бурой жировой ткани, по сравнению с клетками белой жировой ткани, имеют больше митохондрий и вместо одной крупной жировой капли содержат множество мелких жировых включений в цитоплазме (такие адипоциты называют мультилокулярными). Бурый цвет обеспечивается железосодержащими пигментами цитохромами, расположенными в митохондриях. При голодании изменения бурой жировой ткани по сравнению с изменениями белой жировой ткани выражены меньше.
Термином «бежевый жир» называют белую жировую ткань, которая приобретает некоторые черты бурой жировой ткани, например, в её адипоцитах вместо одной крупной жировой ткани имеется несколько включений меньшего размера, увеличивается количество митохондрий и повышается уровень экспрессии гена UCP1, кодирующего белок термогенин.

## Анатомия
Бурая жировая ткань, выраженная у новорождённых детей и некоторых животных (грызунов и млекопитающих, впадающих в спячку), располагается на шее, около лопаток, за грудиной, вдоль позвоночника, под кожей, между мышцами, в надключичной ямке, вокруг сердца, аорты, поджелудочной железы, надпочечников и трахеи. Долгое время было принято считать, что у взрослого человека бурый жир отсутствует. Наличие у взрослого человека бурой жировой ткани было подтверждено в 2003 году в ходе позитронно-эмиссионной томографии, целью которой было обнаружение метастазов. У взрослого человека бурый жир локализован в надключичной ямке, вдоль позвоночника, аорты, надпочечников, в средостении. Остаётся пока неясным, являются ли эти отложения собственно бурым жиром или относятся к бежевому жиру — белым адипоцитам, приобретшим некоторые черты бурых адипоцитов.

## Физиология

Схема термогенеза в бурой жировой ткани

Основная функция бурой жировой ткани — термогенез. У животных в конце спячки и новорождённых детей в бурую жировую ткань поступает норадреналин, который, как и в белой жировой ткани, стимулирует гормоночувствительную липазу и запускает гидролиз триглицеридов. Однако, в отличие от белых адипоцитов, в бурых адипоцитах свободные жирные кислоты не высвобождаются в кровь, а быстро метаболизируются, что сопровождается повышением потребления кислорода и продуцированием тепла. Локальное повышение температуры в бурой жировой ткани приводит к нагреванию омывающей её крови, которая передаёт тепло на весь организм. Усиленная продукция тепла в бурых адипоцитах возможна благодаря тому, что в их внутренних митохондриальных мембранах в большом количестве содержится трансмембранный разобщающий белок термогенин, или UCP1. В присутствии свободных жирных кислот термогенин позволяет протонам поступать из межмембранного пространства непосредственно в матрикс митохондрии без прохождения протонов через АТФ-синтазу. Вместо образования АТФ энергия протонов идёт на выделение тепла. Считается, что термогенин является симпортером протонов и свободных жирных кислот, но конкретный механизм его действия неясен. Известно, что термогенин ингибируют АТФ, АДФ и ГТФ. Термогенез в бурых адипоцитах также может активироваться при переедании.
У взрослого человека отложения бурого жира становятся более метаболически активными, однако этот эффект смягчается при приёме бета-адреноблокаторов. Показано, что бурая жировая ткань улучшает метаболизм глюкозы и повышает чувствительность к инсулину, участвует в поддержании плотности костной ткани. Под действием холода в скелетных мышцах и бурой жировой ткани повышается уровень фосфорилирования SIRT1, что приводит к деацетилированию PPARGC1A и ряда других белков, в результате чего усиливается термогенез и повышается чувствительность к инсулину.
При адаптации к низким температурам белые адипоциты частично обратимо превращаются в бурые, приобретают большое количество мелких липидных капель вместо одной крупной, их профиль экспрессии генов становится близок к таковому у бурых адипоцитов (в частности, возрастает экспрессия гена UCP1, кодирующего термогенин), и так называемые бежевые адипоциты приступают к термогенезу. При возвращении к нормальным условиям часть бежевых адипоцитов вновь становятся белыми. У мышей «побурение» белой жировой ткани полностью нивелируется за 21 день после окончания пребывания на холоде, а снижение экспрессии UCP1, кодирующего термогенин, наступает уже через 24 часа. При повторном попадании на холод в бежевые адипоциты превращаются каждый раз одни и те же белые адипоциты. Превращение белого адипоцита в бежевый контролируется несколькими транскрипционными факторами: PPARγ, PRDM16, PGC-1α и EBF2. «Побурение» белого жира также стимулируют иризин, секретируемый мышечной тканью в ответ на физическую нагрузку, и FGF21, выделяемый печенью. У мышей «побурение» стимулируют метионин-энкефалиновые пептиды, продуцируемые лимфоидными клетками врождённого иммунитета второго типа в ответ на действие интерлейкина 33 (IL-33).

## Развитие
Бурые адипоциты развиваются от мезенхимальных стволовых клеток, но в других локациях тела эмбриона, отличных от тех, где происходит дифференцировка белых адипоцитов (в параксиальной мезенхиме). Бурые адипоциты в ходе эмбрионального развития возникают раньше белых. У человека объём бурой жировой ткани относительно массы тела максимален при рождении, когда наиболее высока потребность в термогенезе, и в детстве почти полностью исчезает через инволюцию и апоптоз адипоцитов. У взрослых бурый жир наиболее активен у людей худощавого телосложения. При адаптации к холоду бежевые адипоциты могут превращаться в бурые, кроме того, возможна пролиферация и дифференцировка бурых адипоцитов от мезенхимальных клеток-предшественников. Автономные нервы не только стимулируют термогенную активность бурых адипоцитов, но также способствуют их дифференцировке и предотвращают апоптоз зрелых бурых адипоцитов.

## Клиническое значение
Доброкачественные опухоли, образованные бурыми адипоцитами, иногда называют гиберномами. Гибернома представляет собой хорошо очерченную инкапсулированную клеточную массу от жёлтого до бурого цвета со средним размером 10 см. Гиберномы безболезненны и, как правило, залегают в подкожной ткани.
Под ожирением понимают состояние, при котором в организме накапливается избыток жировой ткани. Конвертацию белой жировой ткани в бурую рассматривают как перспективную стратегию терапии ожирения.

## История изучения

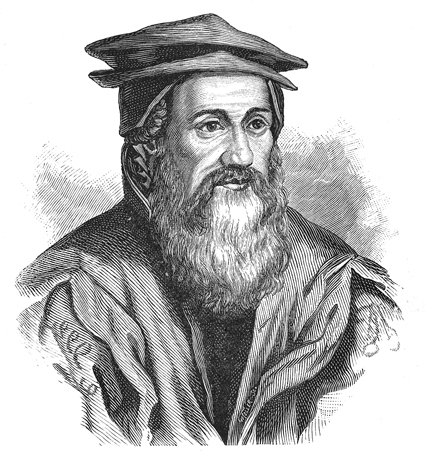
Конрад Геснер

Жировая ткань (точнее, бурая жировая ткань) впервые была описана в 1551 году швейцарским медиком и учёным-энциклопедистом Конрадом Геснером (1516—1565).
В 1902 году было отмечено сходство между шейными жировыми отложениями у новорождённых младенцев и млекопитающих, впадающих в спячку. Активное исследование бурой жировой ткани возобновилось в 1960-х годах (в 1964 году Уильям Сильверман и его коллеги доказали, что у человека бурый жир также отвечает за термогенез), и к 1980-м годам установилось мнение, что у взрослых людей бурой жировой ткани нет. Это представление было пересмотрено в конце 2000-х годов.